# Aleurocanthus niger
Aleurocanthus niger es un hemíptero de la familia Aleyrodidae, con una subfamilia: Aleyrodinae. Fue descrita científicamente en 1926 por Corbett.